# Ngāti Kahungunu
Ngāti Kahungunu ist ein Iwi der Māori, der an der Ostküste der Nordinsel Neuseelands ansässig ist. Traditionelle Siedlungsschwerpunkte des Iwi sind die Regionen Hawke’s Bay und Wairārapa.
Die Ngāti Kahungunu können unter geografischen Gesichtspunkten in drei Unterstämme unterteilt werden: Ngāti Kahungunu ki Wairoa im Distrikt Wairoa, Ngāti Kahungunu ki Heretaunga in der Region Hawke’s Bay und Ngāti Kahungunu ki Wairārapa im südlichen Wairārapa. Die Ngāti Kahungunu waren im Jahr 2006 mit 59.946 registrierten Stammesangehörigen einer der größten Iwi.
Die Stammesangelegenheiten werden von der Ngāti Kahungunu Iwi Incorporated verwaltet. Diese Organisation kümmert sich um die soziale, wirtschaftliche und Gemeindeentwicklung und vertritt den Iwi in politischen Angelegenheiten. 
Die Ngāti Kahungunu haben eine starke künstlerische Tradition. Der Stamm betreibt einen Radiosender und mehrere Zeitungen sowie eine Schule für zeitgenössische Māori-Kunst.

## Geschichte

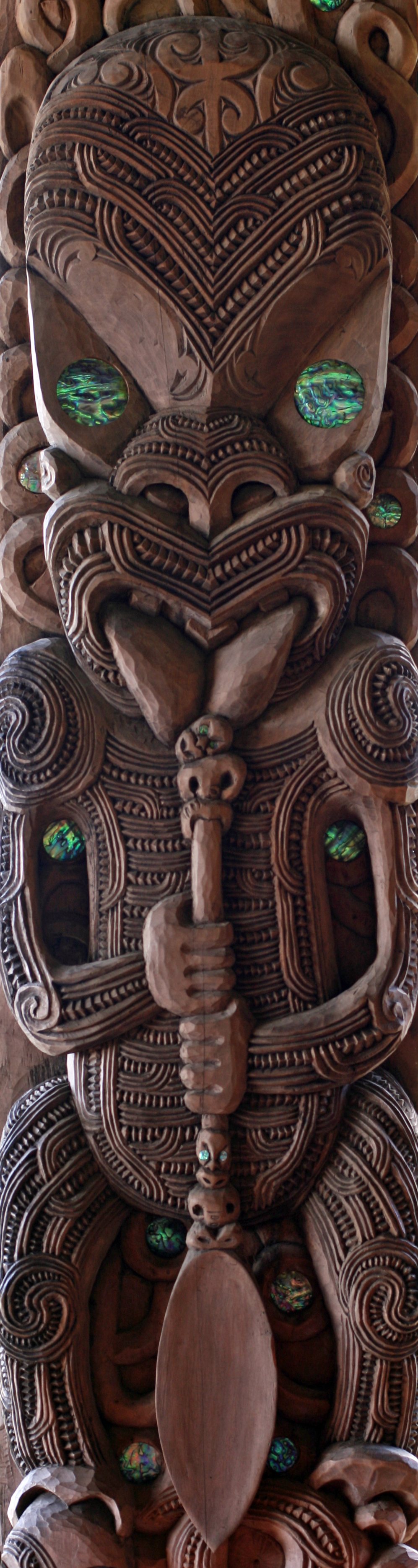
Der Ahne Kahungunu mit dem Kanupaddel eines Navigators

Die Ngāti Kahungunu führen ihren Ursprung auf das Kanu Tākitimu Waka zurück. Kapitän dieses Kanus war nach den Traditionen Tākitimu, der sich im Gebiet von Tauranga niederließ. Sein Urenkel war Kahungunu, der im heutigen Kaitaia geboren wurde. Sein ganzes Leben reiste Kahungunu durch die Nordinsel Richtung Süden und wechselte dann zur Ostküste. Er heiratete auf seiner Reise südwärts mehrere Male und zeugte zahlreiche Nachkommen. Die Ngāti Kahungunu sind Nachkommen seiner Verbindung mit Rongomaiwahine, mit der er sich auf der Māhia Peninsula niederließ.
Die Ngāti Kahungunu kämpften viele Schlachten gegen andere Iwi der Nordinsel, unter anderem in den Musketenkriegen des frühen 19. Jahrhunderts. Im Dezember 1865 und Januar 1866 kam es zu einem kurzen Bürgerkrieg innerhalb des Iwi, den Historiker als Teil des East Cape War ansehen.
1840 waren mehrere Häuptlinge der Ngāti Kahungunu unter den Unterzeichnern des Vertrages von Waitangi. Während dieser Zeit begann sich auch die Landwirtschaft zu etablieren, deren Produkte man zum Handel mit den europäischen Siedlern nutzte. Während der zweiten Hälfte des 19. Jahrhunderts wurde ein großer Teil des Stammeslandes von der britischen Krone gekauft, weniger als 8 km² blieben in der Hand des Iwi. Dies führte zur Repudiations-Bewegung, die alle Abkommen zur Landverteilung zurückwies. in den 1890er Jahren kam die Kotahitanga-Bewegung auf, die besonders in der Region Wairārapa stark vertreten war.

### Bekannte Ngāti Kahungunu
- Paraire Tomoana
- Moana Jackson
- Pita Sharples
- Keita Meretana
- Timoti Karetu
- Jai Taurima
- Tom Pearse